# Confesión de Basilea
La Confesión de fe de Basilea es una de las numerosas manifestaciones de fe hechas por la Iglesia Reformada en Suiza. Fue hecha pública en 1534 y debe ser distinguida de la Primera y Segunda Confesiones helvéticas. Su autor fue Oswald Myconius, quien la redactó sobre la base de una confesión más breve promulgada por Juan Ecolampadio, su predecesor en la Iglesia en Basilea. Aunque fue un intento por un acercamiento con la posición del partido reformador que todavía se inclinaba hacia la antigua fe y con el sector anabaptista, su publicación provocó una gran controversia, especialmente por sus declaraciones sobre la eucaristía. Los teólogos de Estrasburgo incluso reprocharon a los de Basilea por celebrar una cena sin Cristo. Hasta el año 1826, la Confesión (también conocida como la Confesión de Mülhausen por haber sido adoptada asimismo por esta ciudad) fue leída públicamente desde los púlpitos de Basilea todos los Miércoles de Ceniza en cada Semana Santa. En 1872, una resolución del gran concejo de la ciudad prácticamente la anuló.